# لانكادا (هيوس)
لانكادا (Λαγκάδα) هي مدينة في هيوس في اليونان.